# Monarch of the Seas
Le Monarch of the Seas était un paquebot de croisière, construit entre 1989 et 1991 à Saint-Nazaire, en France,  pour le compte de l'armateur Royal Caribbean. En 2020, après 29 ans de carrière, il est démantelé à Aliaga en Turquie au côté de son sister-ship Sovereign of the Seas.

## Histoire

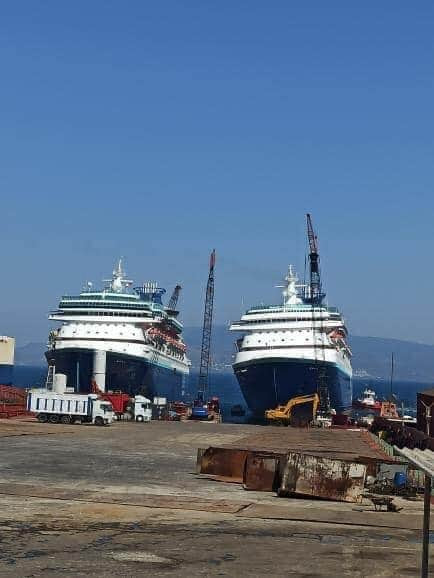
Le Monarch (à gauche), au côté du Sovereign, en attente de démantèlement à Aliağa, en juillet 2020.

Le 29 novembre 1988, Royal Caribbean signe un contrat pour deux unités : le Monarch of the Seas (A30) et le Majesty of the Seas (B30). Les deux navires forment les répliques du Sovereign of the Seas avec une capacité légèrement supérieure.
En 2013, le navire est transféré à la compagnie Pullmantur Cruises, filiale espagnole du groupe
Comme conséquence de la crise sanitaire du Covid19, en juillet 2020, le Monarch of the Seas, tout comme son sister-ship le Sovereign of the Seas est mis hors service pour être démantelé à Aliağa en Turquie.

## Accident
Alors que le Monarch of the Seas est en finition dans le bassin d'armement, le lundi 3 décembre 1990, un incendie éclate à bord. Plus de 150 pompiers venus de toute la Loire-Atlantique interviennent pendant 24 heures. Ils réussissent à sauver la partie arrière du navire avec les hélices et les moteurs mais un tiers du navire (l'avant en particulier) est brulé. Le lendemain, le constat est clair : plus d'un tiers des aménagements du navire est détruit. Les Chantiers de l'Atlantique ont alors deux possibilités : soit vendre le bateau aux ferrailleurs ou le réparer. C'est cette deuxième solution qui est retenue. Ainsi, le chantier naval se lance dans une course contre la montre : découper toute la partie avant pour la remplacer par un nouveau tronçon rénové avec la réfection de toutes les installations dans un délai minimum.

### Superstition
Chez les marins, la superstition dit qu'un bateau ne doit pas porter le nom d'un autre bateau. Or, le Monarch of the Seas a porté pendant quelque temps, sur son étrave, le nom du Majesty of the Seas qui était prévu pour l'étrave du troisième navire et qui devint le morceau de remplacement. Ce fait est suffisant pour les marins pour dire que ce bateau « a la poisse ».

## Sources
- Les échos